# Nelson Cruz
Artikeln följer den spanska namnseden; faderns efternamn är Cruz och moderns efternamn Martínez.
Nelson Ramón Cruz Martínez, född den 1 juli 1980 i Las Matas de Santa Cruz, är en dominikansk-amerikansk professionell basebollspelare som spelar för Washington Nationals i Major League Baseball (MLB). Cruz är designated hitter, men har tidigare varit rightfielder.
Cruz har tidigare spelat för Milwaukee Brewers (2005), Texas Rangers (2006–2013), Baltimore Orioles (2014), Seattle Mariners (2015–2018), Minnesota Twins (2019–2021) och Tampa Bay Rays (2021). Han har tagits ut till MLB:s all star-match sju gånger och har vunnit fyra Silver Slugger Awards och två Edgar Martínez Awards.
Cruz representerade Dominikanska republiken vid World Baseball Classic 2009, 2013 (då laget vann guld och Cruz togs ut till turneringens all star-lag) och 2017.
2013 blev Cruz avstängd i 50 matcher på grund av dopning.
I oktober 2018 blev Cruz amerikansk medborgare.